# Schloss Adelsbach

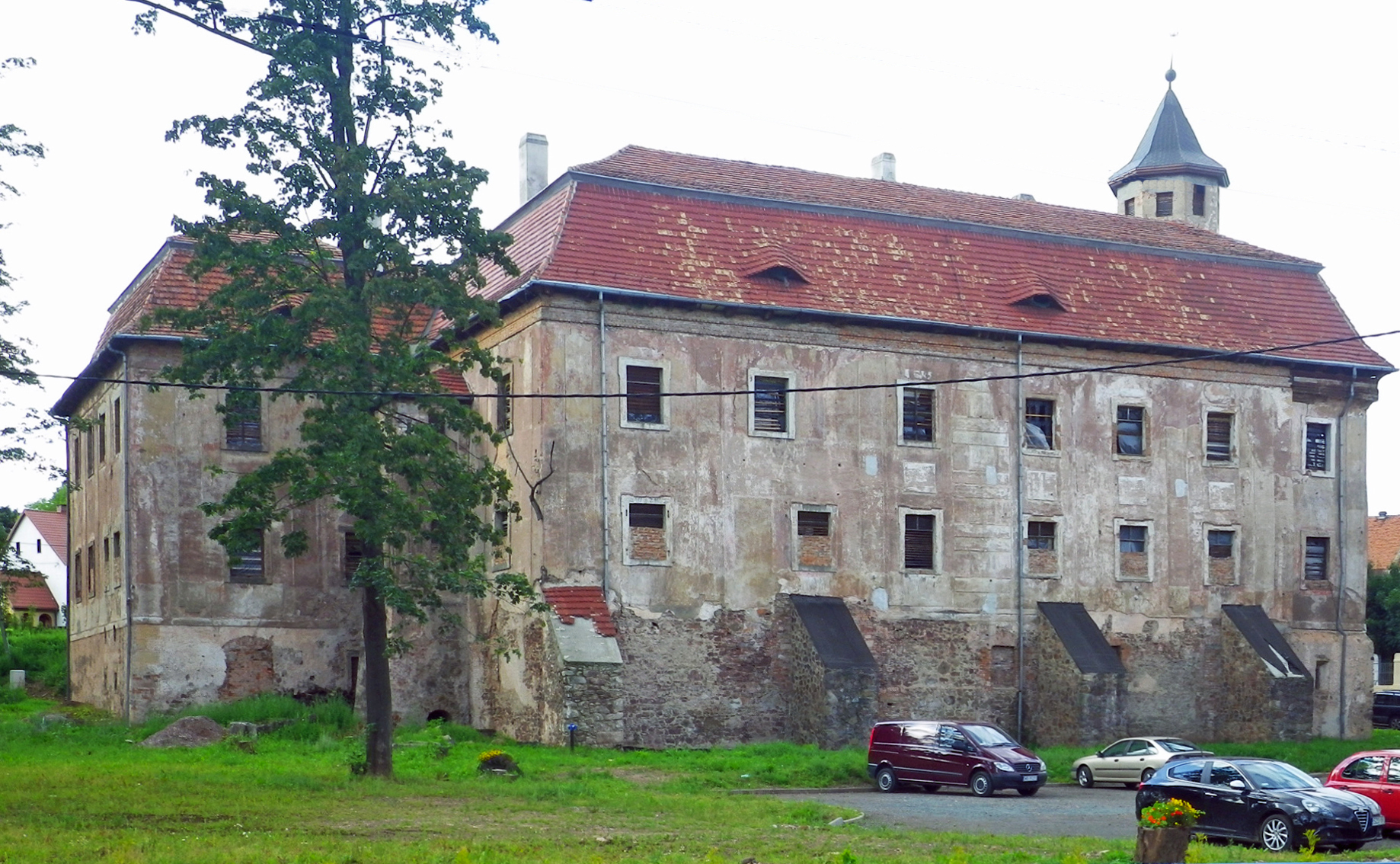
Schloss Adelsbach

Das Schloss Adelsbach (polnisch Pałac w Strudze) befindet sich in Struga (deutsch Adelsbach) im Powiat Wałbrzyski (Kreis Waldenburg) der Woiwodschaft Niederschlesien in Polen.

## Geschichte
Das von Hans Abraham von Czettritz um 1565 in Ortsmitte errichtete Schloss gehörte zum Herzogtum Schweidnitz. Es entstand vermutlich an der Stelle eines Vorgängerbaus unter Verwendung von Baumaterial der unweit gelegenen Zeisburg. In der Hauptfassade befindet sich ein Balkonportal mit einem Wappenfries von 1565 in der Bekrönung.
Es ist ein dreigeschossiges Gebäude mit Mansarddächern und einem rechteckigen Innenhof. Im Ostteil des Nordflügels befindet sich ein rechteckiger Turm mit einem Helm. Die Fassaden wurden in den 1730er Jahren durch den damaligen Besitzer von Kluge barockisiert. Zwei Wendeltreppen im Inneren sind aus der Erbauungszeit, ein barockes Treppenhaus aus den 1730er Jahren.
Der Saal im Obergeschoss des Ostflügels ist mit Rahmenstuckdekor verziert, im Westflügel befindet sich ein zweigeschossiger ovaler Ballsaal aus dem Ende des 18. Jahrhunderts. Die darin befindliche elliptische Holzkuppel wurde mit einer gemalten Kassettierung verziert. Die Kassettendecke im Westraum des Südflügels wurde im 19. Jahrhundert geschaffen. Im zweiten Turmobergeschoss befindet sich ein Kamin und unterhalb der Flachdecke eine Dekoration in Muschelform.
Nach dem Übergang Schlesiens an Polen als Folge des Zweiten Weltkriegs wurde das Schloss 1945 zunächst zweckentfremdet durch den Staatlichen Landwirtschaftsbetrieb (PGR) genutzt und später dem Verfall preisgegeben. Seit 2005 wurde es instand gesetzt.
Im Januar 2019 wurden während der Renovierung des Ballsaals unter dem Putz 24 Porträts mit einer Gesamtfläche von etwa 50 Quadratmetern entdeckt. Die Fresken entstanden im 16. Jahrhundert und wurden im 18. Jahrhundert von der ovalen Holzkuppel verdeckt. Die Porträts stellen vier Römisch deutsche Kaiser und zwanzig Herrscher Schlesiens dar.